# Acorn Archimedes
Pour les articles homonymes, voir Acorn et Archimède (homonymie).
Acorn Archimedes est une gamme d'ordinateurs personnels développés par la société Acorn Computers à partir de 1987. L'Archimedes a été le premier ordinateur grand public basé sur un processeur RISC.

## Historique

### Séries 300 et 400
Au milieu des années 1980, Acorn cherche à développer un successeur au BBC Micro, très répandu au Royaume-Uni mais de plus en plus dépassé techniquement. Après avoir expérimenté avec divers microprocesseurs 16 bits (MOS Technology 65C816, Motorola 68000) et ne pas avoir reçu de réponse d'Intel à ses questions concernant le 80286, la société prend la décision de concevoir son propre microprocesseur. La nouvelle puce doit rompre avec le modèle alors dominant dans l'informatique grand public du microprocesseur à jeu d'instruction étendu (complex instruction set chip, CISC) pour adopter une architecture de processeur à jeu d'instructions réduit (reduced instruction set chip, RISC), d'où son nom d'« Acorn Risc Machine » (ARM).
Les premiers modèles d'Acorn Archimedes sont commercialisés en 1987. Ils utilisent un processeur 32 bits ARM2. Le système d'exploitation « Arthur OS » (plus tard renommé RiscOS) est stocké en mémoire morte. Ces micro-ordinateurs sont effectivement les premières machines grand public à utiliser l'architecture RISC. Telle qu'annoncée, la nouvelle gamme se décline en deux séries, chacune disponible en deux versions : la série 300 avec les A305 et A310, orientée grand public, et la série 400 avec les A410 et A440, destinée aux utilisateurs professionnels. Les modèles de la série 300 portent la marque BBC. Le modèle A410 disparaît assez rapidement de l'offre commerciale d'Acorn.
Selon Acorn, les nouvelles machines tournent à 4 MIPS, et jusqu'à 18 MIPS, ce qui en ferait les micro-ordinateurs les plus rapides au moment de leur sortie.

### Modèles ultérieurs
Entre 1987 et 1995, Acorn fait évoluer régulièrement sa gamme Archimedes en sortant de nouveaux modèles plus performants. En mai 1989, la série Archimedes 300 est remplacée par l'Archimedes A3000, qui se distingue de ses prédécesseurs par un design compact avec un clavier intégré (à l'instar de l'Atari ST et de l'Amiga 500). L'A3000 est la dernière machine d'Acorn à être présentée sous la marque « BBC ». L'Archimedes A540, machine similaire à la nouvelle station Unix R260 d'Acorn, est dévoilé en novembre 1990. Le micro-ordinateur se distingue de son « cousin » par son système d'exploitation, RiscOS plutôt qu'Unix. Fin 1991, l'A540 est à son tour remplacé par le nouvel A5000. Plus large, il a une apparence plus proche des stations de travail que ses prédécesseurs. Son processeur est le nouvel ARM3, qui tourne à 25 MHz. Ses capacités graphiques ont progressé par rapport aux modèles plus anciens, ce qui lui permet de supporter un affichage en VGA à des résolutions allant jusqu'à 800×600 pixels. Côté système d'exploitation, l'A5000 propose la nouvelle version 3.0 de RISC OS 3.0.
En 1992, Acorn introduit une déclinaison de l'A5000 sous forme portable, l'Archimedes A4. Son nom vient de son format, celui d'une feuille A4. Son processeur, légèrement plus lent que celui de l'A5000, est un ARM3 à 24 MHz.

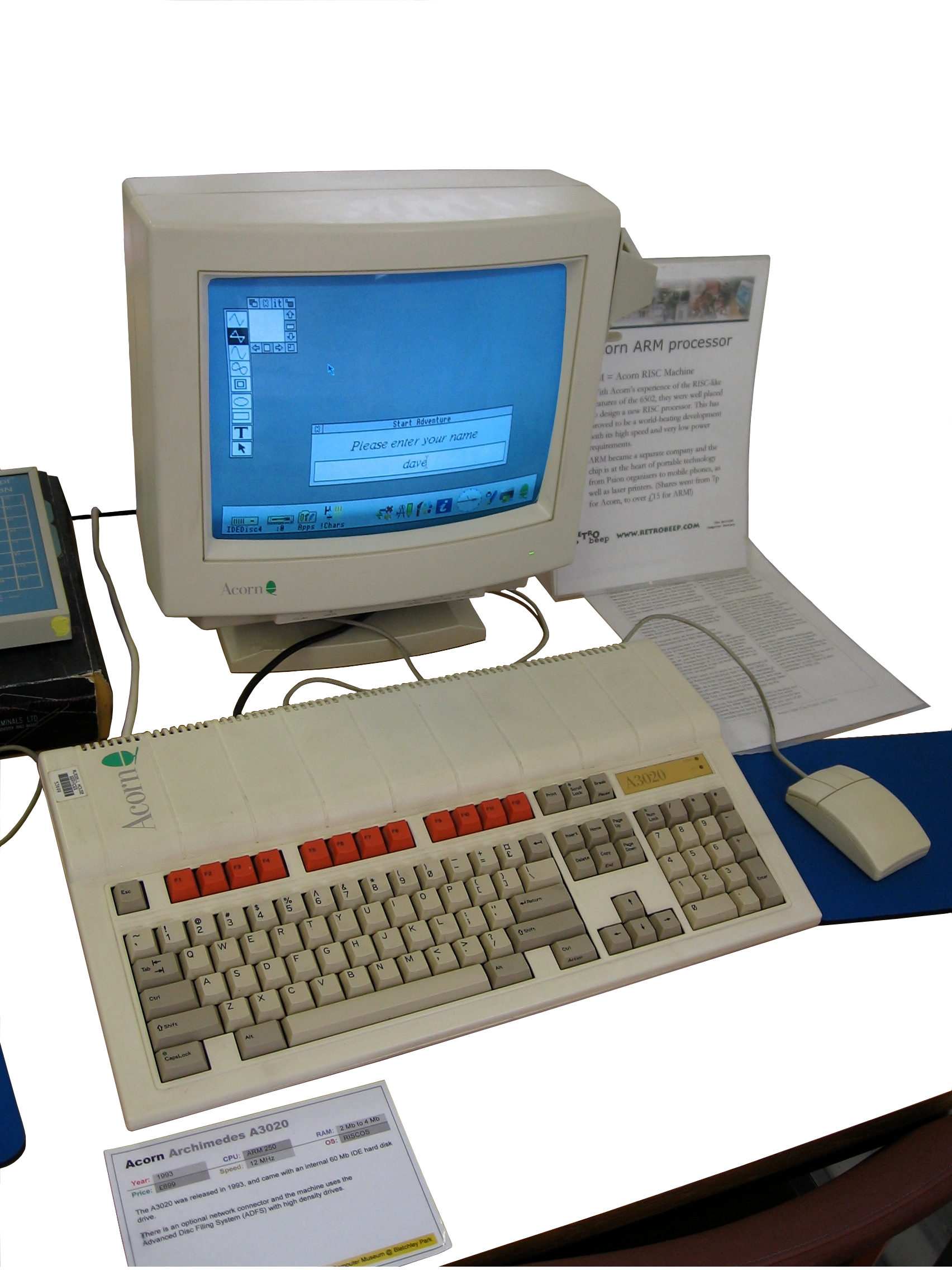
Acorn Archimedes A3020 sous RISCOS 3 au National Museum of Computing de Bletchley Park.

En septembre 1992 est présentée une nouvelle gamme composée des modèles A3010, A3020 et A4000,. L'A3010 est le modèle de base. Il possède un processeur ARM2 12 MHz. L'A3020 est quasiment la même machine, n'en différant que par des possibilités d'extension légèrement plus poussées,, tandis que l'A4000 est une version légèrement moins performante de l'A5000. La principale caractéristique de la nouvelle gamme est d'être basée sur un système sur une puce, l'ARM250.

### Fin de la ligne Archimedes
En 1994, Acorn sort le RISC PC, qui est destiné à remplacer les machines Archimedes. La production des A3020 et A4000 cesse en 1995. Le nouvel A7000, lancé en 1995, est en fait, malgré son nom, plus proche du RISC PC que de la gamme Archimedes.

## Logiciel

### Système d'exploitation
Les premiers modèles d'Archimedes fonctionnent sous le système d'exploitation « Arthur » développé dans un temps très court pour être disponible au lancement commercial de la gamme. Il est fourni avec une interface graphique, l'Archimedes Desktop Manager, écrite en BBC Basic. En 1989, Acorn sort la première version de RISC OS (version 2.0). Considéré comme une avancée majeure pour les Archimedes, il doit remplacer Arthur. Une autre version de l'OS dédié à la gamme sort encore, RISC OS3, déployée pour la première fois en 1991 sur l'Archimedes A5000.

## Matériel

### Processeur
Le processeur des Archimedes est l'ARM (Acorn Risc Machine), un processeur à jeu d'instructions réduit (RISC) 32-Bits. Dans la version ARM2 fournie avec les premiers modèles Archimedes, il tourne à 8 MHz. Son successeur, l'ARM3, incorporé dans le modèle A5000, affiche une cadence de 25 MHz.

### Composants
L'architecture interne des ordinateurs Archimedes est structurée autour de trois composants principaux.
La puce graphique de l'Archimedes est le VIDC (pour VIDeo Controller) ou « Arabella »,. Elle supporte des résolutions de 640 x 512 – 16 couleurs, 640 x 256 (256 couleurs) et 1024 x 1024 (monochrome). Arabella est également responsable de la sortie son de l'ordinateur.
L'Archimedes dispose également d'un contrôleur de mémoire (MEMC, pour Memory Controller surnommé « Anna ». MEMC fournit une interface entre le processeur, la puce graphique, les contrôleurs d'entrée/sortie et la mémoire physique de la machine. Anna peut gérer jusqu'à 32 Mo de mémoire vive, et dispose d'un mécanisme simple de mémoire virtuelle.
Enfin, la puce d'entrée sortie, ou IOC (Input/Output Controller), nom de code « Albion », est chargée de la gestion des interruptions et de la communication avec les différents périphériques.

## Liste des principaux modèles
| Modèle                | Mémoire vive | Disque dur | Processeur | Sortie         | Notes  |
| --------------------- | ------------ | ---------- | ---------- | -------------- | ------ |
| BBC Archimedes 305    | 512 ko       | -          | ARM2       | Juillet 1987   | [ 23 ] |
| BBC Archimedes 310    | 1 Mo         | -          | ARM2       | juillet 1987   | [ 24 ] |
| Acorn Archimedes 410  | 1 Mo         | -          | ARM2       | juillet 1987   | [ 4 ]  |
| Acorn Archimedes 440  | 4 Mo         | 20 Mo      | ARM2       | juillet 1987   | [ 4 ]  |
| Acorn Archimedes 3000 | 1 Mo         | -          | ARM2       | mai 1989       | [ 6 ]  |
| Acorn Archimedes 540  | 4 Mo         | 100 Mo     | ARM3       | novembre 1990  | [ 7 ]  |
| Acorn Archimedes 3010 | 1 Mo         | -          | ARM2       | septembre 1992 | [ 12 ] |
| Acorn Archimedes 3020 | 1 Mo         | -          | ARM2       | septembre 1992 | [ 14 ] |
| Acorn Archimedes 4000 | 2 Mo         | -          | ARM3       | septembre 1992 | [ 13 ] |
| Acorn Archimedes 5000 | 1 ou 2 Mo    | -          | ARM3       | décembre 1991  | [ 8 ]  |